# Ɨ̨̂
Cette page contient des caractères spéciaux ou non latins. S’ils s’affichent mal (▯, ?, etc.), consultez la page d’aide Unicode.
Ɨ̨̂ (minuscule : ɨ̨̂), appelé I barré accent circonflexe ogonek, est un graphème utilisé dans certaines transcriptions phonétiques, notamment dans la transcription du towa. Il s’agit de la lettre I diacritée d’une barre inscrite, d’un accent circonflexe et d'une ogonek.

## Utilisation
En towa, certains auteurs utilisent ‹ ɨ̨̂ › pour noter un ‹ ɨ › nasalisé avec un ton haut, par exemple dans mɨ̨̂·dæ̀·, « levure ».

## Représentations informatiques
Le I barré accent circonflexe ogonek peut être représenté avec les caractères Unicode suivants :
- décomposé et normalisé NFD (latin étendu B, alphabet phonétique international, diacritiques) :

| formes    | représentations | chaînes de caractères | points de code       | descriptions                                                                      |
| --------- | --------------- | --------------------- | -------------------- | --------------------------------------------------------------------------------- |
| capitale  | Ɨ̨̂               | Ɨ◌̨◌̂                   | U+0197 U+0328 U+0302 | lettre majuscule latine i barré diacritique ogonek diacritique accent circonflexe |
| minuscule | ɨ̨̂               | ɨ◌̨◌̂                   | U+0268 U+0328 U+0302 | lettre minuscule latine i barré diacritique ogonek diacritique accent circonflexe |

## Sources
- (en) Yukihiro Yumitani, A Phonology and morphology of Jemez Towa, University of Kansas, 1998